# Liu Weiping
Liu Weiping (chinesisch 刘伟平, Pinyin Liú Wĕipíng; * Mai 1953 in Fujin, Provinz Heilongjiang) ist ein Politiker in der Volksrepublik China. 
Liu studierte 1972–1976 an der damaligen Luftfahrtakademie Nanjing Flugzeugbau. Von September 1998 bis Juli 2001 studierte er neben seiner regulären Berufstätigkeit am Graduiertenkolleg der Zentralen Parteihochschule der Kommunistischen Partei Chinas (中央党校研究生院) Volkswirtschaft.
Von 1996 bis 2001 war er Bürgermeister von Nanchang. Im Anschluss war Liu von 2001 bis 2004 Vize-Gouverneur und von 2004 bis 2006 stellvertretender Parteisekretär der Provinz Qinghai. 
Ab 2010 war er, zuerst geschäftsführend, Gouverneur der Provinz Gansu. Zugleich war er auch seit 2006 stellvertretender Parteisekretär des Provinzkomitees der Kommunistischen Partei Chinas.
Im April 2016 wurde auf diesen beiden Posten durch Lin Duo abgelöst. In der Folge wurde er durch den Staatsrat zum Vize-Präsidenten der Chinesischen Akademie der Wissenschaften berufen.
Er ist seit 2007 Kandidat des Zentralkomitees der Kommunistischen Partei Chinas.